# Valère Steegmans
Valère Steegemans (Diepenbeek, 22 mei 1940) is een Belgisch judoka en judotrainer. Hij is meervoudig Belgisch kampioen en richtte verschillende judoverenigingen op in het Limburgse.

## Biografie
Nadat hij in 1954 was gestart met judo, behaalde hij in 1960 de zwarte gordel 1ste dan, hetzelfde jaar waarin hij eerder voor het eerst Belgisch Kampioen was geworden bij de bruine gordels. Steegmans bewees zijn kunnen met talrijke wedstrijdresultaten, vele daarvan behaald in een tijd toen er nog geen gewichtscategorieën bestonden. In 1961 werd hij opnieuw Belgisch kampioen, nu in de categorie 1ste dan, en in 1965 en 1966 won hij de categorie 2de dan.
Steegmans nam driemaal deel aan de Europese Kampioenschappen, met name deze van 1961 (Milaan), 1962 (Essen), en 1964 (West-Berlijn). Tevens was hij van de partij als deelnemer aan het WK van 1965 (Rio de Janeiro) te midden wereldsterren zoals Okano Isao, Anton Geesink, en Inokuma Isao.
Na zijn wedstrijdcarrière stond hij ten dienste van het judowedstrijdgebeuren als scheidsrechter, een kwalificatie die hij behaalde in 1970, waarna hij opklom door de diverse rangen tot internationaal scheidsrechter in 1989.
Steegmans was ook zeer actief op pedagogisch vlak. In 1973 behaalde het equivalente diploma van B-Trainer judo, en in 1975 het equivalent van de kwalificatie die later werd hernoemd tot A-Trainer judo. Hij stichtte verschillende judoclubs voornamelijk in het Limburgse. Hij oefende de taak uit van vast lesgever in ten minste 6 judo-clubs, en was gastlever in minstens 5 andere. Sinds 1975 was hij tevens docent voor de kaderopleidingen judo van het het toenmalige BLOSO, momenteel gekend onder de naam Sport Vlaanderen. Ook was hij een van de allereerste in Vlaanderen om les te geven aan judoka met verstandelijke of fysieke beperking, lang voor activiteiten thans gekend als G-judo de aandacht trokken van de media, federaties of van de meeste andere Vlaamse judoclubs met een huidige afdeling G-judo.
Steegmans was provinciaal judotrainer van de dames, en startte in 1978 de nationale trainingen voor de Elite van de Vlaamse Judobond (de latere Vlaamse Judofederatie). Daarmee legde hij de fundering voor de latere internationale successen van de Vlaamse judoka in het zogenaamde "Gouden Tijdperk van het Vlaamse Judo", met onder meer de tandem Robert Van De Walle/Ingrid Berghmans, en hun vele internationale wedstrijdhoogtepunten van de late jaren zeventig tot half de jaren tachtig. Steegmans stond bekend als een gewaardeerd bondscoach met het hart op de juiste plaats had en als iemand die steeds dacht in functie van het welzijn en de doelstellingen van de judoka zelf.
Als bestuurder was hij actief in de functie van voorzitter of lid van talrijke commissies in de verschillende judofederaties die over de voorbije decennia in Vlaanderen actief waren en waarvan een aantal later van naam wijzigden, samengingen, of werden opgeslorpt, zoals o.m.: de Vlaamse Liga voor de Vechtkunsten, de Belgische Judo Bond, de Vlaamse Judobond, de Vlaamse Judofederatie, Sporcrea, en Sporta. Sinds 1976, was hij ook lid van de in opdracht van de overheid samengestelde Hoge Raad van de Sport.
In 1988 werd Steegmans samen met wijlen Edouard De Vleeschauwer en Albert Plovier bevorderd tot 6de dan, een graad waarin hem slechts twee andere Vlamingen voorgingen. In 1998 werd hij 7de dan, en op 27 april 2003, 43 jaar na het behalen van zijn zwarte gordel, behaalde hij de graad van 8ste dan; daarmee was hij nog maar de vijfde judoka in België, en de tweede judoka in Vlaanderen die deze graad behaalde. Ten slotte promoveerde hij in 2017 tot 9de dan, een graad waarin hem in België enkel de Walen Théo Guldemont (2007), Robert Plomb (2012), en de Vlaming Roland Cambier (2015) waren voorafgegaan.